# Sen Thượng
Sen Thượng là một xã thuộc huyện Mường Nhé, tỉnh Điện Biên, Việt Nam.

## Địa lý
Xã Sen Thượng có vị trí địa lý:
- Phía đông giáp tỉnh Lai Châu
- Phía tây giáp xã Sín Thầu
- Phía nam giáp xã Leng Su Sìn
- Phía bắc giáp Trung Quốc.

Xã Sen Thượng có diện tích 173,62 km², dân số năm 2022 là 1.075 người, mật độ dân số đạt 6 người/km².

## Hành chính
Xã Sen Thượng được chia thành 7 bản.

## Lịch sử
Ngày 16 tháng 4 năm 2009, Chính phủ ban hành Nghị định số 17/NĐ-CP về việc thành lập xã Sen Thượng trên cơ sở điều chỉnh 17.448,27 ha diện tích tự nhiên và 1.987 nhân khẩu của xã Sín Thầu.
Ngày 6 tháng 9 năm 2012, UBND tỉnh Điện Biên ban hành Quyết định số 819/QĐ-UBND về việc:
- Thành lập bản Chiếu Sừng trên cơ sở một phần của bản Tả Long San và bản Sen Thượng.
- Thành lập bản Pa Ma trên cơ sở một phần của bản Long San và bản Sen Thượng.